# Ester Ledecká
Ester Ledecká (Prag, 23. ožujka 1995.), češka je daskašica na snijegu i alpska skijašica.
Jedina je sportašica koja je osvojila dvije zlatne medalje u dvama različitim športovima na istim olimpijskim igrama. Na Zimskim olimpijskim igrama u Pjončangu 2018. pobijedila je i u skijanju i u snowboardu.